# Vogelbach (Bruchmühlbach-Miesau)
Vogelbach ist ein  Ortsteil der Ortsgemeinde Bruchmühlbach-Miesau im Landkreis Kaiserslautern in Rheinland-Pfalz.

## Lage
Der Ort liegt im westlichen Gemeindegebiet im Landstuhler Bruch in unmittelbarer Nähe der Grenze zum Saarland. Zu Vogelbach gehören zusätzlich die Wohnplätze Am alten Zoll, Bahnposten 20 und Vogelbachermühle.

## Geschichte
Bis 1792 gehörte der Ort zu Pfalz-Zweibrücken. Von 1798 bis 1814, als die Pfalz Teil der Französischen Republik (bis 1804) und anschließend Teil des Napoleonischen Kaiserreichs war, war Vogelbach in den Kanton Landstuhl eingegliedert. Anschließend wechselte der Ort in das Königreich Bayern. Von 1818 bis 1862 gehörte er dem Landkommissariat Homburg an; aus diesem ging das Bezirksamt Homburg  hervor. Da ein Teil des Bezirksamts – einschließlich Homburg selbst – 1920 dem neu geschaffenen Saargebiet zugeschlagen wurde, wechselte Vogelbach ins Bezirksamt Kaiserslautern und wurde bis 1938 von einer in Landstuhl ansässigen Bezirksamtsaußenstelle verwaltet. Ab 1939 war der Ort Bestandteil des Landkreises Kaiserslautern. Nach dem Zweiten Weltkrieg wurde Vogelbach innerhalb der französischen Besatzungszone Teil des damals neu gebildeten Landes Rheinland-Pfalz. Im Zuge der ersten rheinland-pfälzischen Verwaltungsreform wurde Vogelbach am 7. Juni 1969 nach Bruchmühlbach eingemeindet, ehe dieses drei Jahre später in der neuen Ortsgemeinde Bruchmühlbach-Miesau aufging.

## Infrastruktur
Nördlich des Siedlungsgebiets verläuft in Ost-West-Richtung die Bundesautobahn 6. Die Bahnstrecke Mannheim–Saarbrücken streift den nördlichen Siedlungsrand; auf Höhe des Ortes befand  sich früher die Überleitstelle Vogelbach. Die Simultankirche  St. Philipp und Jakob und die Vogelbachermühle stehen unter Denkmalschutz.

## Söhne und Töchter des Ortes
- Horst Eckel (1932–2021), Fußballspieler, Weltmeister 1954